# Pantxi Sirieix
Pour les articles homonymes, voir Sirieix.
François Sirieix, dit Pantxi Sirieix est un footballeur français né le 7 octobre 1980 à Bordeaux. Il a essentiellement joué au Toulouse FC, au poste de milieu axial. C'est un joueur particulièrement apprécié par les supporters pour sa fidélité au club et son accessibilité.

## Biographie
Pantxi est la variante basque du prénom François. Pantxi, qui ne parle pas basque, s'est toujours fait appeler ainsi.
Il commence le football à Hasparren puis à l'Aviron bayonnais. Formé à l'AJ Auxerre avec laquelle il est finaliste du championnat des Centres de formation en 1998, il signe son premier contrat professionnel durant l'été 1999. Avec l'AJA, il joue en Ligue 1, en Coupe UEFA et en Ligue des champions de l'UEFA. Il rejoint en 2004 le Toulouse Football Club.
Sans être un titulaire indiscutable, il dispute plus d'une vingtaine de matchs par an en championnat. Il marque notamment un but décisif pour le maintien de son équipe lors de la 38e et dernière journée du championnat de France de Ligue 1 2007-2008 contre Valenciennes. Il participe aussi aux deux campagnes de Ligue Europa en 2007-2008 et 2009-2010. Il inscrit notamment un doublé dans cette compétition contre le Partizan Belgrade.
Après le maintien in-extremis du TFC en Ligue 1 lors de la saison 2015-2016, le désormais cadre du vestiaire toulousain re-signe pour une année supplémentaire (il était en fin de contrat) pour ce qui est sans doute sa dernière en tant que joueur professionnel. Cette décision intervient après une saison compliquée pour le milieu de terrain : jamais entré en jeu avant l'arrivée de Pascal Dupraz, il joue finalement cinq bouts de matchs et hésite un temps sur la suite à donner à sa carrière. Le club toulousain lui offre la possibilité d'une prolongation d'un an ou d'une reconversion au sein du club, il choisit finalement la première solution.
Le 18 mai 2017, Pantxi Sirieix annonce aux journalistes la fin de sa carrière professionnelle à la fin de la saison 2016-2017 à l'âge de 36 ans. Il aura marqué le club toulousain de son empreinte en y restant 13 saisons d'affilée.
Le 1er août 2017, il remporte le "Ballon d'Eau Fraîche", trophée "décalé" récompensant sa fidélité au club et son humilité.
Le 25 juin 2018, il est nommé coordinateur sportif du Toulouse FC.

## Sélection basque
Il est sélectionné pour la première fois en décembre 2006 pour disputer un match amical contre la Serbie avec l'équipe du Pays basque de football, match qui se solde par une large victoire 4-0 de l'Euskal Selekzioa dans la « cathédrale » San Mamés à Bilbao.
Il est appelé une troisième fois en décembre 2011 contre la Tunisie, il est alors le seul joueur français de l'équipe.

## Palmarès
- AJ Auxerre
  - Coupe de France :
    - Vainqueur : 2003

  - Trophée des champions :
    - Finaliste : 2003

## Statistiques
| Saison                | Club                  | Championnat           | Championnat | Championnat | Championnat | Coupe nationale | Coupe nationale | Coupe nationale | Coupe de la Ligue | Coupe de la Ligue | Coupe de la Ligue | Compétition(s) continentale(s) | Compétition(s) continentale(s) | Compétition(s) continentale(s) | Compétition(s) continentale(s) | Total | Total | Total |
| Saison                | Club                  | Division              | M.          | B.          | P.d.        | M.              | B.              | P.d.            | M.                | B.                | P.d.              | Comp.                          | M.                             | B.                             | P.d.                           | M.    | B.    | P.d.  |
| 2001-2002             | AJ Auxerre            | Division 1            | 3           | 0           | 0           | -               | -               | -               | 1                 | 0                 | 0                 | -                              | -                              | -                              | -                              | 4     | 0     | 0     |
| 2002-2003             | AJ Auxerre            | Ligue 1               | 3           | 0           | 0           | -               | -               | -               | 1                 | 0                 | 0                 | C1                             | 2                              | 0                              | 0                              | 6     | 0     | 0     |
| 2003-2004             | AJ Auxerre            | Ligue 1               | 22          | 1           | 0           | -               | -               | -               | 1                 | 0                 | 0                 | C3                             | 5                              | 0                              | 0                              | 28    | 1     | 0     |
| Sous-total            | Sous-total            | Sous-total            | 28          | 1           | 0           | 0               | 0               | 0               | 3                 | 0                 | 0                 | -                              | 7                              | 0                              | 0                              | 38    | 1     | 0     |
| 2004-2005             | Toulouse FC           | Ligue 1               | 26          | 2           | 0           | -               | -               | -               | 1                 | 0                 | 0                 | -                              | -                              | -                              | -                              | 27    | 2     | 0     |
| 2005-2006             | Toulouse FC           | Ligue 1               | 8           | 0           | 0           | -               | -               | -               | 3                 | 0                 | 0                 | -                              | -                              | -                              | -                              | 11    | 0     | 0     |
| 2006-2007             | Toulouse FC           | Ligue 1               | 22          | 0           | 0           | 2               | 0               | 0               | 2                 | 0                 | 0                 | -                              | -                              | -                              | -                              | 26    | 0     | 0     |
| 2007-2008             | Toulouse FC           | Ligue 1               | 28          | 2           | 0           | 1               | 0               | 0               | 1                 | 1                 | 0                 | C1+C3                          | 2+5                            | 0+0                            | 0                              | 37    | 3     | 0     |
| 2008-2009             | Toulouse FC           | Ligue 1               | 29          | 1           | 2           | 3               | 0               | 0               | -                 | -                 | -                 | -                              | -                              | -                              | -                              | 32    | 1     | 2     |
| 2009-2010             | Toulouse FC           | Ligue 1               | 18          | 0           | 0           | -               | -               | -               | 2                 | 0                 | 0                 | C3                             | 6                              | 2                              | 0                              | 26    | 2     | 0     |
| 2010-2011             | Toulouse FC           | Ligue 1               | 12          | 0           | 0           | 1               | 0               | 0               | 1                 | 0                 | 1                 | -                              | -                              | -                              | -                              | 14    | 0     | 1     |
| 2011-2012             | Toulouse FC           | Ligue 1               | 20          | 2           | 2           | -               | -               | -               | -                 | -                 | -                 | -                              | -                              | -                              | -                              | 20    | 2     | 2     |
| 2012-2013             | Toulouse FC           | Ligue 1               | 23          | 0           | 0           | 2               | 0               | 0               | 1                 | 0                 | 0                 | -                              | -                              | -                              | -                              | 26    | 0     | 0     |
| 2013-2014             | Toulouse FC           | Ligue 1               | 12          | 1           | 0           | 2               | 0               | 0               | 1                 | 0                 | 0                 | -                              | -                              | -                              | -                              | 15    | 1     | 0     |
| 2014-2015             | Toulouse FC           | Ligue 1               | 14          | 1           | 0           | -               | -               | -               | -                 | -                 | -                 | -                              | -                              | -                              | -                              | 14    | 1     | 0     |
| 2015-2016             | Toulouse FC           | Ligue 1               | 5           | 0           | 2           | 1               | 0               | 0               | 1                 | 0                 | 0                 | -                              | -                              | -                              | -                              | 7     | 0     | 2     |
| 2016-2017             | Toulouse FC           | Ligue 1               | 3           | 0           | 0           | -               | -               | -               | 2                 | 0                 | 0                 | -                              | -                              | -                              | -                              | 5     | 0     | 0     |
| Sous-total            | Sous-total            | Sous-total            | 220         | 9           | 6           | 12              | 0               | 0               | 15                | 1                 | 1                 | -                              | 13                             | 2                              | 0                              | 260   | 12    | 7     |
| Total sur la carrière | Total sur la carrière | Total sur la carrière | 248         | 10          | 6           | 12              | 0               | 0               | 18                | 1                 | 1                 | -                              | 20                             | 2                              | 0                              | 298   | 13    | 7     |